# 罗克福德 (阿拉巴马州)
罗克福德（英文：Rockford），是美国阿拉巴马州下属的一座城市。面积约为3.31平方英里（约合8.57平方公里）。根据2010年美国人口普查，该市有人口477人，人口密度为144.15/平方英里（约合55.66/平方公里）。